# Collegio di Linlithgow and East Falkirk
Linlithgow and East Falkirk è stato un collegio elettorale scozzese della Camera dei comuni del Parlamento del Regno Unito. Eleggeva un membro del Parlamento con il sistema maggioritario a turno unico; il collegio è stato abolito nel 2024; parte della sua area è stata trasferita al nuovo collegio di Bathgate and Linlithgow, che lo ha sostituito; piccole parti sono state trasferite ad altri collegi.

## Estensione
Il collegio fu costituito per le elezioni generali del 2005 e fu abolito nel 2024; comprendeva comunità appartenenti alle aree del Lothian Occidentale e di Falkirk, tra cui Armadale, Avonbridge, Bathgate, Blackness, Blackridge, Boghall, Bo'ness, Brightons, Grangemouth, Greenrigg, Linlithgow, Philpstoun, Reddingmuirhead, Rumford, Slamannan, Torphichen, Westfield, Whitburn e Whitecross.

## Membri del parlamento
| Elezione | Elezione | Deputato         | Partito          |
| -------- | -------- | ---------------- | ---------------- |
|          | 2005     | Michael Connarty | Laburista        |
|          | 2015     | Martyn Day       | SNP              |
|          | 2024     | Collegio abolito | Collegio abolito |

## Risultati elettorali

### Elezioni negli anni 2010
| Partito                    | Partito                          | Candidato                  | Risultati 12 dicembre 2019 | Risultati 12 dicembre 2019 |
| Partito                    | Partito                          | Candidato                  | Voti                       | %                          |
| -------------------------- | -------------------------------- | -------------------------- | -------------------------- | -------------------------- |
|                            | SNP                              | Martyn Day                 | 25 551                     | 44,23                      |
|                            | Conservatore                     | Charles Kennedy            | 14 285                     | 24,73                      |
|                            | Laburista                        | Wendy Milne                | 10 517                     | 18,20                      |
|                            | Lib Dem                          | Sally Pattle               | 4 393                      | 7,60                       |
|                            | Brexit                           | Mark Bozza                 | 1 257                      | 2,18                       |
|                            | Verdi                            | Gillian Mackay             | 1 184                      | 2,05                       |
|                            | Veterans and People's            | Mark Tunnicliff            | 588                        | 1,02                       |
|                            |                                  |                            |                            |                            |
| Iscritti                   | Iscritti                         | Iscritti                   | 87 044                     | 100,00                     |
| ↳ Votanti (% su iscritti)  | ↳ Votanti (% su iscritti)        | ↳ Votanti (% su iscritti)  | 57 775                     | 66,37                      |
| ↳ Astenuti (% su iscritti) | ↳ Astenuti (% su iscritti)       | ↳ Astenuti (% su iscritti) | 29 269                     | 33,63                      |
|                            |                                  |                            |                            |                            |
|                            | Esito: collegio confermato a SNP |                            |                            |                            |

| Partito                    | Partito                          | Candidato                  | Risultati 8 giugno 2017 | Risultati 8 giugno 2017 |
| Partito                    | Partito                          | Candidato                  | Voti                    | %                       |
| -------------------------- | -------------------------------- | -------------------------- | ----------------------- | ----------------------- |
|                            | SNP                              | Martyn Day                 | 20 388                  | 36,35                   |
|                            | Laburista                        | Joan Coombes               | 17 469                  | 31,14                   |
|                            | Conservatore                     | Charles Kennedy            | 16 311                  | 29,08                   |
|                            | Lib Dem                          | Sally Pattle               | 1 926                   | 3,43                    |
|                            |                                  |                            |                         |                         |
| Iscritti                   | Iscritti                         | Iscritti                   | 86 698                  | 100,00                  |
| ↳ Votanti (% su iscritti)  | ↳ Votanti (% su iscritti)        | ↳ Votanti (% su iscritti)  | 56 094                  | 64,70                   |
| ↳ Astenuti (% su iscritti) | ↳ Astenuti (% su iscritti)       | ↳ Astenuti (% su iscritti) | 30 604                  | 35,30                   |
|                            |                                  |                            |                         |                         |
|                            | Esito: collegio confermato a SNP |                            |                         |                         |

| Partito                    | Partito                                  | Candidato                  | Risultati 7 maggio 2015 | Risultati 7 maggio 2015 |
| Partito                    | Partito                                  | Candidato                  | Voti                    | %                       |
| -------------------------- | ---------------------------------------- | -------------------------- | ----------------------- | ----------------------- |
|                            | SNP                                      | Martyn Day                 | 32 055                  | 52,04                   |
|                            | Laburista                                | Michael Connarty           | 19 121                  | 31,04                   |
|                            | Conservatore                             | Sandy Batho                | 7 384                   | 11,99                   |
|                            | UKIP                                     | Alistair Forrest           | 1 682                   | 2,73                    |
|                            | Lib Dem                                  | Emma Farthing-Sykes        | 1 252                   | 2,03                    |
|                            | Fronte Nazionale                         | Neil McIvor                | 103                     | 0,17                    |
|                            |                                          |                            |                         |                         |
| Iscritti                   | Iscritti                                 | Iscritti                   | 87 001                  | 100,00                  |
| ↳ Votanti (% su iscritti)  | ↳ Votanti (% su iscritti)                | ↳ Votanti (% su iscritti)  | 61 597                  | 70,80                   |
| ↳ Astenuti (% su iscritti) | ↳ Astenuti (% su iscritti)               | ↳ Astenuti (% su iscritti) | 25 404                  | 29,20                   |
|                            |                                          |                            |                         |                         |
|                            | Esito: collegio passa da Laburista a SNP |                            |                         |                         |

| Partito                    | Partito                                | Candidato                  | Risultati 6 maggio 2010 | Risultati 6 maggio 2010 |
| Partito                    | Partito                                | Candidato                  | Voti                    | %                       |
| -------------------------- | -------------------------------------- | -------------------------- | ----------------------- | ----------------------- |
|                            | Laburista                              | Michael Connarty           | 25 634                  | 49,82                   |
|                            | SNP                                    | Tam Smith                  | 13 081                  | 25,42                   |
|                            | Lib Dem                                | Stephen Glenn              | 6 589                   | 12,81                   |
|                            | Conservatore                           | Andrea Stephenson          | 6 146                   | 11,95                   |
|                            |                                        |                            |                         |                         |
| Iscritti                   | Iscritti                               | Iscritti                   | 81 037                  | 100,00                  |
| ↳ Votanti (% su iscritti)  | ↳ Votanti (% su iscritti)              | ↳ Votanti (% su iscritti)  | 51 540                  | 63,60                   |
| ↳ Astenuti (% su iscritti) | ↳ Astenuti (% su iscritti)             | ↳ Astenuti (% su iscritti) | 29 497                  | 36,40                   |
|                            |                                        |                            |                         |                         |
|                            | Esito: collegio confermato a Laburista |                            |                         |                         |

### Elezioni negli anni 2000
| Partito                    | Partito                                      | Candidato                  | Risultati 5 maggio 2005 | Risultati 5 maggio 2005 |
| Partito                    | Partito                                      | Candidato                  | Voti                    | %                       |
| -------------------------- | -------------------------------------------- | -------------------------- | ----------------------- | ----------------------- |
|                            | Laburista                                    | Michael Connarty           | 22 121                  | 47,69                   |
|                            | SNP                                          | Gordon Guthrie             | 10 919                  | 23,54                   |
|                            | Lib Dem                                      | Stephen Glenn              | 7 100                   | 15,31                   |
|                            | Conservatore                                 | Michael Veitch             | 5 486                   | 11,83                   |
|                            | Socialista                                   | Ally Hendry                | 763                     | 1,64                    |
|                            |                                              |                            |                         |                         |
| Iscritti                   | Iscritti                                     | Iscritti                   | 76 676                  | 100,00                  |
| ↳ Votanti (% su iscritti)  | ↳ Votanti (% su iscritti)                    | ↳ Votanti (% su iscritti)  | 46 389                  | 60,50                   |
| ↳ Astenuti (% su iscritti) | ↳ Astenuti (% su iscritti)                   | ↳ Astenuti (% su iscritti) | 30 287                  | 39,50                   |
|                            |                                              |                            |                         |                         |
|                            | Esito: collegio a Laburista (nuovo collegio) |                            |                         |                         |

## Risultati dei referendum

### Referendum sulla permanenza del Regno Unito nell'Unione europea del 2016
|        | Collegio                    | Lasciare UE % | Rimanere in UE % |
| ------ | --------------------------- | ------------- | ---------------- |
|        | Linlithgow and East Falkirk | 41,6%         | 58,4%            |
| Scozia | 38,0%                       | 62,0%         |                  |
|        | Regno Unito                 | 51,9%         | 48,1%            |